# Discographie de Paul van Dyk
Voici la discographie du DJ et compositeur allemand Paul van Dyk composée de 8 albums studio, 10 albums de compilation, 2 EPs et 24 singles.

## Albums

### Albums studio
| Année                                                            | Détails                                                                                          | Meilleure position | Meilleure position | Meilleure position | Meilleure position | Meilleure position | Meilleure position | Meilleure position |
| Année                                                            | Détails                                                                                          | Allemagne ,        | Australie          | Finlande           | Pays-Bas           | Suisse             | Royaume-Uni        | États-Unis Elec    |
| ---------------------------------------------------------------- | ------------------------------------------------------------------------------------------------ | ------------------ | ------------------ | ------------------ | ------------------ | ------------------ | ------------------ | ------------------ |
| 1994                                                             | 45 RPM - Sortie : 5 décembre 1994 - Label : MFS - Format: CD                                     | —                  | —                  | —                  | —                  | —                  | —                  | —                  |
| 1996                                                             | Seven Ways - Sortie : 25 novembre 1996 - Label : MFS - Format : CD                               | 81                 | —                  | —                  | —                  | —                  | 117                | —                  |
| 2000                                                             | Out There and Back - Sortie : 5 juin 2000 - Label : Vandit - Format : CD                         | 19                 | 41                 | 34                 | —                  | —                  | 12                 | —                  |
| 2003                                                             | Reflections - Sortie : 7 octobre 2003 - Label : Mute - Format : CD                               | 8                  | —                  | —                  | 60                 | —                  | 81                 | 3                  |
| 2007                                                             | In Between - Sortie : 14 août 2007 - Label : Mute - Format : CD                                  | 20                 | —                  | —                  | 48                 | 88                 | 63                 | 2                  |
| 2012                                                             | Evolution - Sortie : 3 avril 2012 - Label : Vandit - Format : CD, numérique                      | 22                 | —                  | —                  | 78                 | 49                 | —                  | 13                 |
| 2015                                                             | The Politics of Dancing 3 - Sortie : 4 mai 2015 - Label : Ultra, Vandit - Format : CD, numérique | 76                 | —                  | —                  | —                  | —                  | —                  | 8                  |
| 2017                                                             | From Then On - Sortie : 20 octobre 2017 - Label : Vandit - Format : CD, numérique                | 45                 | —                  | —                  | —                  | 82                 | —                  | —                  |
| "—" signifie que l'album n'est pas sorti ou classé dans le pays. |                                                                                                  |                    |                    |                    |                    |                    |                    |                    |

### Albums remix
- 2004: Re-Reflections
- 2008: Hands on in Between
- 2013: (R)evolution: The Remixes
- 2015: The Politics of Dancing 3 (Remixes)

### Albums compilation
- 1997 : Perspective - A Collection Of Remixes 1992-1997
- 1998 : Vorsprung Dyk Technik: Remixes 92-98
- 1999 : Paul van Dyk's Nervous Tracks
- 2000 : Millennium Megamixes
- 2002 : Global
- 2004 : Perfect Remixes Vol. 2
- 2008 : 10 Years GMF Compilation
- 2009 : Volume (Allemagne #18), (Royaume-Uni #34), (Autriche #69)
- 2009 : The Best of Paul van Dyk Vol. 1(Allemagne #18)
- 2009 : Volume – The Best Of - Remixed

#### DJ Mixes
- 1993 : X-Mix-1- The MFS Trip
- 2000 : 60 Minute Mix
- 2001 : The Politics of Dancing (Finlande - #30)
- 2003 : Mixmag (Mixmag DJ Mix)
- 2005 : The Politics of Dancing 2
- 2005 : Paul Van Dyk (subtitled Exclusive 12 Track Trance Mix) (Mixmag DJ Mix)
- 2005 : Paul van Dyk DJ Mag Compilation
- 2009 : Vonyc Sessions 2009
- 2010 : Gatecrasher Anthems
- 2010 : Paul Van Dyk Presents : 10 of Years VANDIT
- 2011: Vonyc Sessions 2011
- 2012: Vonyc Sessions 2012
- 2013: Vonyc Sessions 2013
- 2014: Paul van Dyk Presents: VANDIT Records Miami 2014

### Albums bande son
- Zurdo  (2002)

### Extended plays
- 1994 : The Green Valley EP
- 2001 : Columbia EP (UK #129)

## Singles
| Année | Single                                             | Meilleure position | Meilleure position | Album                     |
| Année | Single                                             | Allemagne ,        | Royaume-Uni        | Album                     |
| ----- | -------------------------------------------------- | ------------------ | ------------------ | ------------------------- |
| 1994  | For an Angel                                       | 44                 | 28                 | 45 RPM                    |
| 1997  | Beautiful Place                                    | —                  | 87                 | Seven Ways                |
| 1997  | Forbidden Fruit                                    | —                  | 69                 | Seven Ways                |
| 1997  | Words (featuring Toni Halliday)                    | —                  | 54                 | Seven Ways                |
| 1999  | Another Way / Avenue                               | 52                 | 13                 | Out There and Back        |
| 2000  | Tell Me Why (The Riddle) (featuring Saint Etienne) | 45                 | 7                  | Out There and Back        |
| 2000  | We Are Alive                                       | 14                 | 15                 | Out There and Back        |
| 2003  | Nothing But You (featuring Hemstock et Jennings)   | 11                 | 14                 | Reflections               |
| 2003  | Time of Our Lives / Connected (featuring Vega 4)   | 14                 | 28                 | Reflections               |
| 2004  | Crush (featuring Second Sun)                       | 48                 | 42                 | Reflections               |
| 2004  | Wir Sind Wir (featuring Peter Heppner)             | 13                 | —                  | Re-Reflections            |
| 2005  | The Other Side (featuring Wayne Jackson)           | 29                 | 58                 | The Politics of Dancing 2 |
| 2007  | White Lies (featuring Jessica Sutta)               | 38                 | 80                 | In Between                |
| 2007  | Let Go(featuring Rea Garvey)                       | 21                 |                    | In Between                |
| 2009  | For an Angel 2009                                  | 21                 | 68                 | Volume                    |
| 2009  | Home (featuring Johnny McDaid)                     | 64                 | —                  | Volume                    |
| 2012  | Verano (featuring Austin Leeds)                    | —                  | —                  | Evolution                 |
| 2012  | Eternity (featuring Adam Young)                    | —                  | —                  | Evolution                 |
| 2012  | The Ocean (featuring Arty)                         | —                  | —                  | Evolution                 |
| 2012  | Everywhere (featuring Fieldwork)                   | —                  | —                  | Evolution                 |

## Albums vidéo
- 2003 Global (DVD)

## Clip vidéos
- For An Angel
- Forbidden Fruit
- Another Way
- Tell Me Why (The Riddle)
- We Are Alive
- Nothing But You
- Time Of Our Lives
- Crush
- Wir Sind Wir
- The Other Side
- White Lies
- Let Go
- For An Angel 2009
- Home
- Verano
- Eternity

## Coproduction
- Dolfin (with Paul Schmitz-Moormann & Stephan Fischer)
- The Visions Of Shiva (avec Cosmic Baby)
  - 1992 Perfect Day
  - 1993 How Much Can You Take?
- Paul van Dyk vs Tilt
  - 1996 Rendezvous